# Teresa Ranieri
Teresa Ranieri (* 4. August 1966 in Bari, Italien) ist eine italienische Choreografin und Dozentin für zeitgenössischen Tanz. 

## Leben
Ihre erste Ausbildung erhielt sie an der Scuola Del Teatro Piccinni Di Bari, wo sie ihre ersten Bühnenerfahrungen sammelte. Dort tanzte sie Ballett und das neoklassische Repertoire des Theaters, in dem sie studierte.
Nach sechs Jahren zog sie nach Neapel und studierte beim Lyceum Mara Fusco. Dann ging sie nach Cannes, wo sie in der École supérieure de danse de Cannes Rosella Hightower (früher Centre de Danse International Rosella Hightower) lernte. 1988 zog sie nach Deutschland und tanzte als Solistin an verschiedenen Theatern.
1994 schloss sie sich dem Tanzwerk Nürnberg unter der Leitung von Dirk Elvert und Jean Renshaw an, wo sie mit vielen unterschiedlichen Choreographen wie Roberto Galvan, Jenny Coogan, David Bingham, Rik Kam, Dyane Elsout und Frank Händler, Amanda Miller, Rui Horta, Jacopo Godani und William Forsythe arbeitete. 1998 folgte sie der Leitung des Tanzwerk Nürnberg nach Dortmund zum Theater Dortmund. Dort arbeitete sie wieder mit Rui Horta, Amanda Miller und Mark Dandy.
1999 tanzte sie für eine Spielzeit beim Landestheater Linz unter die Leitung von Robert Pool. Seit Juli 2000 arbeitet sie als freischaffende Tänzerin, Choreografin und Dozentin für Ballett und zeitgenössischen Tanz. Sie ist in vielen europäischen Länder tätig, gastierte in Palästina, Japan und Korea. Seit 2004 unterrichtet Teresa Ranieri zeitgenössischen Tanz und Choreografie an der Anton Bruckner Privatuniversität in Linz und an der Escola Superior de Dança in Lissabon.
Während der Spielzeit 2001/02 wurde sie als Gast-Choreographin an das Theater Nordhausen eingeladen, wo sie „From one to zero“ schuf. Im Dezember 2002 choreografierte sie die Weltpremiere von Stanley Waldens Oper „Bach letzte Oper“ am Theater Erfurt. Sie wurde als einer der sechs Choreografen des SIWIC im August 2003 in Zürich unter der Leitung von Carolyn Carlson ausgewählt. Im Juli 2003 wurde sie als Choreografin zum Projekt „Colina (Collaboration In Arts)“ eingeladen. Sie wurde als eine der drei Choreografen des Tanzhauses ausgewählt, die an der „Dance Link NL & NRW“ im Dezember 2003 am Korzo Theater Den Haag teilnehmen sollten. Im März 2004 war sie Siegerin des dritten Choreografiepreises des 8º Tanz Solo Festival in Stuttgart mit dem Solo „Libero Arbitrio“ (Freier Willen).
Im Juli 2006 wurde sie eingeladen, für den „Sommertanz“ in Wuppertal zu choreografieren. Im August 2006 wählte das Korean Dance Festival in Seoul zum ersten Mal europäische Dozenten aus; Teresa Ranieri war eine der beiden ausgewählten Dozenten.
Im Oktober 2006 wurde sie eingeladen, ein Stück für die Companie „X.IDA“ in Linz zu choreografieren.